# 텔루륨화 수소
텔루르화 수소(Hydrogen telluride) 또는 텔루륨화 수소는 화학식 H2Te을 갖는 무기 화합물이다. 칼코겐화 수소와 텔루륨의 가장 단순한 수소화물이며 무색의 기체이다. 주변 공기에서는 불안정하지만 가스는 매우 낮은 농도에서도 썩은 마늘 냄새로 쉽게 감지될 수 있을 만큼 오랫동안 존재할 수 있다. 또는 다소 높은 농도에서 썩어가는 리크의 역겨운 냄새에 의해 발생한다. Te-H 결합을 가진 대부분의 화합물(텔루롤)은 H2 손실에 있어 불안정한다. H2Te는 화학적으로나 구조적으로 셀레늄화 수소와 유사하며 둘 다 산성이다. H–Te–H 각도는 약 90°이다. 휘발성 텔루르 화합물은 종종 썩은 부추나 마늘을 연상시키는 불쾌한 냄새를 풍긴다.